# عثمان الله خان
عثمان الله خان (انگلیسی: Usman Ullah Khan; ۲۹ سپتامبر ۱۹۷۴ – ۲۰ فوریهٔ ۲۰۲۰) بوکسور اهل پاکستان بود.